# The Kettles on Old MacDonald's Farm
The Kettles on Old MacDonald's Farm è un film del 1957 diretto da Virgil W. Vogel.
È una commedia statunitense con Marjorie Main e Parker Fennelly. È il nono ed ultimo film della serie di lungometraggi della Universal con protagonisti i personaggi di Ma e Pa Kettle, creati da Betty MacDonald nel romanzo Io e l'uovo del 1945.

## Trama
Mamma e papà aiutano Brad Johnson a trasformare la sua ragazza Sally in una buona moglie contadina.

## Produzione
Il film, diretto da Virgil W. Vogel su una sceneggiatura di Herbert H. Margolis e William Raynor, fu prodotto da Howard Christie per la Universal Pictures e girato da inizio gennaio all'inizio di febbraio 1957. Il titolo di lavorazione fu Ma and Pa Kettle on Old MacDonald's Farm.

## Distribuzione
Il film fu distribuito negli Stati Uniti nel giugno del 1957 al cinema dalla Universal Pictures.

## Promozione
La tagline è: America's Fun Famed Family In A Rural Riot Of LAUGHS!.